# Équipe d'Union soviétique de football au Championnat d'Europe 1968
L'équipe d'Union soviétique de football dispute sa 3e phase finale de championnat d'Europe lors de l'édition 1968. Le tournoi se déroule en Italie du 5 juin 1968 au 10 juin 1968. Les Soviétiques ont joué les deux précédentes finales en 1960 et 1964.
L'Union soviétique affronte l'Italie en demi-finale. La rencontre se solde sur un score de 0-0 après prolongation. Le match n'étant pas à rejouer et les tirs au but n'étant pas encore en vigueur, un tirage au sort est nécessaire pour désigner le finaliste. Ce tirage est favorable aux Italiens, l'URSS doit se contenter de jouer la petite finale contre l'Angleterre. Les Soviétiques sont battus 2-0 et terminent à la quatrième place.
À titre individuel, Albert Chesternev fait partie de l'équipe-type du tournoi.

## Phase qualificative
La phase préliminaire comprend huit poules. Le premier de chaque groupe se qualifie pour les quarts de finale.

### Phase préliminaire
L'URSS est 1re du groupe 3.
| Rang | Équipe           | Pts | J | G | N | P | Bp | Bc | Diff |  | Résultats (▼ dom., ► ext.) |     |      |     |     |
| ---- | ---------------- | --- | - | - | - | - | -- | -- | ---- |  | -------------------------- | --- | ---- | --- | --- |
| 1    | Union soviétique | 10  | 6 | 5 | 0 | 1 | 16 | 6  | +10  |  | Union soviétique           |     | 4-0  | 4-3 | 2-0 |
| 2    | Grèce            | 7   | 5 | 2 | 1 | 2 | 7  | 8  | -1   |  | Grèce                      | 0-1 |      | 4-1 | 2-1 |
| 3    | Autriche         | 5   | 5 | 2 | 1 | 2 | 7  | 9  | -2   |  | Autriche                   | 1-0 | 1-1* |     | 2-1 |
| 4    | Finlande         | 2   | 6 | 0 | 2 | 4 | 5  | 12 | -7   |  | Finlande                   | 2-5 | 1-1  | 0-0 |     |

* : Match arrêté non compté.

### Quart de finale
| Équipe 1 | Résultat | Équipe 2         | Aller | Retour |
| -------- | -------- | ---------------- | ----- | ------ |
| Hongrie  | 2 - 3    | Union soviétique | 2 - 0 | 0 - 3  |

## Phase finale

### Demi-finale
| Entraîneur :  |
| F. Valcareggi |

| Entraîneur : |
| M. Yakushin  |

| Entraîneur :  |
| F. Valcareggi |

| Entraîneur : |
| M. Yakushin  |

L'Italie est qualifiée pour la finale par tirage au sort.

### Petite finale
| Entraîneur : |
| A.Ramsey     |

| Entraîneur : |
| M.Yakushin   |

| Entraîneur : |
| A.Ramsey     |

| Entraîneur : |
| M.Yakushin   |

## Effectif
Sélectionneur : Mikhail Yakushin
| No. | Pos.      | Joueur                | Date de naissance et âge | Sélec. | Club            |
| --- | --------- | --------------------- | ------------------------ | ------ | --------------- |
| 1   | Gardien   | Yuri Pshenichnikov    | 2 juin 1940              | 15     | CSKA Moscou     |
| 2   | Milieu    | Viktor Anichkin       | 8 décembre 1941          | 20     | Dynamo Moscou   |
| 3   | Défenseur | Valentin Afonine      | 22 décembre 1939         | 32     | SKA Rostov      |
| 4   | Attaquant | Anatoliy Banishevskiy | 23 février 1946          | 38     | Neftchi Baku    |
| 5   | Attaquant | Anatoli Bychovets     | 23 avril 1946            | 16     | Dynamo Kiev     |
| 6   | Milieu    | Valeri Voronine       | 17 juillet 1939          | 66     | Torpedo Moscou  |
| 7   | Attaquant | Gennady Yevriuzhikin  | 4 juillet 1944           | 7      | Dynamo Moscou   |
| 8   | Défenseur | Yuri Istomin          | 3 juillet 1944           | 9      | CSKA Moscou     |
| 9   | Gardien   | Anzor Kavazashvili    | 19 juillet 1940          | 20     | Torpedo Moscou  |
| 10  | Défenseur | Vladimir Kaplichny    | 26 mai 1944              | 7      | CSKA Moscou     |
| 11  | Attaquant | Eduard Malofeyev      | 2 juin 1942              | 28     | Dynamo Minsk    |
| 12  | Milieu    | Vladimir Muntyan      | 14 septembre 1946        | 0      | Dynamo Kiev     |
| 13  | Attaquant | Givi Nodia            | 2 janvier 1948           | 2      | Dinamo Tbilissi |
| 14  | Gardien   | Evgueni Roudakov      | 2 janvier 1942           | 1      | Dynamo Kiev     |
| 15  | Défenseur | Volodymyr Levchenko   | 18 février 1944          | 2      | Dynamo Kiev     |
| 16  | Milieu    | Mourtaz Khourtsilava  | 5 janvier 1943           | 30     | Dinamo Tbilissi |
| 17  | Milieu    | Igor Tchislenko       | 4 janvier 1939           | 53     | Dynamo Moscou   |
| 18  | Défenseur | Albert Chesternev     | 20 juin 1941             | 59     | CSKA Moscou     |
| 19  | Milieu    | Aleksandr Lenev       | 25 septembre 1944        | 6      | Torpedo Moscou  |
| 20  | Milieu    | Kakhi Asatiani        | 1er janvier 1947         | 2      | Dinamo Tbilissi |
| 21  | Défenseur | Gennady Logofet       | 15 février 1942          | 9      | Spartak Moscou  |
| 22  | Attaquant | Nikolai Smolnikov     | 10 mars 1949             | 3      | Neftchi Baku    |

## Navigation